# Coppa Europa di sci alpino 2004
La Coppa Europa di sci alpino 2004 fu la 33ª edizione della manifestazione organizzata dalla Federazione Internazionale Sci.
La stagione maschile iniziò il 2 dicembre 2003 a Åre, in Svezia, e si concluse l'11 marzo 2004 in Sierra Nevada, in Spagna; furono disputate 32 gare (8 discese libere, 3 supergiganti, 10 slalom giganti, 11 slalom speciali), in 16 diverse località. L'austriaco Matthias Lanzinger si aggiudicò la classifica generale; i suoi connazionali Thomas Graggaber e Georg Streitberger vinsero rispettivamente quelle di discesa libera e di supergigante, gli italiani Alexander Ploner e Patrick Thaler rispettivamente quelle di slalom gigante e di slalom speciale. L'austriaco Norbert Holzknecht era il detentore uscente della Coppa generale.
La stagione femminile iniziò il 18 dicembre 2003 a Ponte di Legno/Passo del Tonale, in Italia, e si concluse il 13 marzo 2004 in Sierra Nevada, in Spagna; furono disputate 36 gare (7 discese libere, 6 supergiganti, 11 slalom giganti, 12 slalom speciali), in 15 diverse località. L'austriaca Karin Blaser si aggiudicò sia la classifica generale, sia quella di discesa libera; la sua connazionale Kathrin Wilhelm vinse quella di supergigante, la francese Audrey Peltier quella di slalom gigante, la tedesca Monika Bergmann e la slovacca Veronika Zuzulová a pari merito quella di slalom speciale. L'austriaca Elisabeth Görgl era la detentrice uscente della Coppa generale.
Furono inserite in calendario due gare a squadre miste, disputate durante le finali della Sierra Nevada.

## Uomini

### Risultati
| Data             | Località                        | Nazione  | Spec. | Primo                | Secondo                        | Terzo                               |
| ---------------- | ------------------------------- | -------- | ----- | -------------------- | ------------------------------ | ----------------------------------- |
| 2 dicembre 2003  | Åre                             | Svezia   | SL    | Patrick Thaler       | Manfred Mölgg                  | Jukka Leino                         |
| 4 dicembre 2003  | Ål                              | Norvegia | GS    | Hannes Reiter        | Gauthier de Tessières          | Alexander Ploner                    |
| 5 dicembre 2003  | Ål                              | Norvegia | GS    | Hannes Reiter        | Alexander Ploner               | Reinfried Herbst                    |
| 11 dicembre 2003 | San Vigilio                     | Italia   | GS    | Patrick Bechter      | Thomas Grandi                  | Daniel Albrecht                     |
| 12 dicembre 2003 | Obereggen                       | Italia   | SL    | Manfred Pranger      | Jure Košir                     | Kilian Albrecht                     |
| 17 dicembre 2003 | Ponte di Legno/Passo del Tonale | Italia   | DH    | Matthias Lanzinger   | Jürg Grünenfelder              | Georg Streitberger                  |
| 18 dicembre 2003 | Ponte di Legno/Passo del Tonale | Italia   | DH    | Mario Scheiber       | Thomas Graggaber               | Georg Streitberger                  |
| 19 dicembre 2003 | Donnersbachwald                 | Austria  | SL    | Manfred Pranger      | Jure Košir                     | Silvan Zurbriggen                   |
| 20 dicembre 2003 | Donnersbachwald                 | Austria  | SL    | Patrick Thaler       | Andrej Šporn                   | Alois Vogl                          |
| 6 gennaio 2004   | Les Menuires                    | Francia  | SL    | Alois Vogl           | Hannes Paul Schmid             | Kilian Albrecht                     |
| 7 gennaio 2004   | Les Menuires                    | Francia  | SL    | Jean-Pierre Vidal    | Hannes Paul Schmid             | Patrick Thaler                      |
| 10 gennaio 2004  | Todtnau                         | Germania | SL    | Reinfried Herbst     | Patrick Thaler                 | Alan Perathoner                     |
| 11 gennaio 2004  | Todtnau                         | Germania | SL    | Reinfried Herbst     | Cristian Deville               | Matteo Nana                         |
| 21 gennaio 2004  | Altenmarkt-Zauchensee           | Austria  | DH    | Steven Nyman         | Johan Clarey                   | Matthias Lanzinger                  |
| 22 gennaio 2004  | Altenmarkt-Zauchensee           | Austria  | DH    | Johan Clarey         | Thomas Graggaber               | Christoph Kornberger Mario Scheiber |
| 23 gennaio 2004  | Altenmarkt-Zauchensee           | Austria  | SG    | Georg Streitberger   | Andreas Buder                  | Mario Scheiber                      |
| 27 gennaio 2004  | Tarvisio                        | Italia   | DH    | Johan Clarey         | Andreas Buder                  | Josef Strobl                        |
| 28 gennaio 2004  | Tarvisio                        | Italia   | DH    | Josef Strobl         | Andreas Buder Thomas Graggaber |                                     |
| 30 gennaio 2004  | Sankt Moritz                    | Svizzera | GS    | Dane Spencer         | Fredrik Nyberg                 | Sami Uotila                         |
| 31 gennaio 2004  | Sankt Moritz                    | Svizzera | GS    | Fredrik Nyberg       | Manfred Mölgg                  | Aleš Gorza                          |
| 4 febbraio 2004  | Les Orres                       | Francia  | DH    | Thomas Graggaber     | Josef Strobl                   | Patrick Staudacher                  |
| 5 febbraio 2004  | Les Orres                       | Francia  | DH    | Thomas Graggaber     | Mario Scheiber                 | Christoph Kornberger                |
| 6 febbraio 2004  | Les Orres                       | Francia  | SG    | Matthias Lanzinger   | Konrad Hari                    | Hannes Reiter                       |
| 20 febbraio 2004 | Hermagor                        | Austria  | GS    | Marco Büchel         | Matthias Lanzinger             | Dane Spencer                        |
| 21 febbraio 2004 | Hermagor                        | Austria  | GS    | Manfred Mölgg        | Marco Büchel                   | Hannes Reiter                       |
| 1º marzo 2004    | Kranjska Gora                   | Slovenia | SL    | Lucas Senoner        | Mitja Dragšič                  | Sébastien Amiez                     |
| 2 marzo 2004     | Kranjska Gora                   | Slovenia | SL    | Ted Ligety           | Andrej Šporn                   | Martin Marinac                      |
| 5 marzo 2004     | Pas de la Casa                  | Andorra  | GS    | Alexander Ploner     | Kjetil Jansrud                 | Aleš Gorza                          |
| 6 marzo 2004     | Pas de la Casa                  | Andorra  | GS    | Alexander Ploner     | Manfred Mölgg                  | Reinfried Herbst                    |
| 8 marzo 2004     | Sierra Nevada                   | Spagna   | SL    | Lucas Senoner        | Alan Perathoner                | Manfred Mölgg                       |
| 9 marzo 2004     | Sierra Nevada                   | Spagna   | GS    | Manfred Mölgg        | Alexander Ploner               | Patrick Bechter                     |
| 11 marzo 2004    | Sierra Nevada                   | Spagna   | SG    | Christoph Kornberger | Josef Strobl                   | David Poisson                       |

Legenda:

DH = discesa libera

SG = supergigante

GS = slalom gigante

SL = slalom speciale

### Classifiche

#### Generale
| Pos. | Nome                 | Nazione | Punti |
| ---- | -------------------- | ------- | ----- |
| 1    | Matthias Lanzinger   | Austria | 765   |
| 2    | Thomas Graggaber     | Austria | 702   |
| 3    | Manfred Mölgg        | Italia  | 690   |
| 4    | Reinfried Herbst     | Austria | 625   |
| 5    | Mario Scheiber       | Austria | 578   |
| 6    | Alexander Ploner     | Italia  | 529   |
| 7    | Hannes Reiter        | Austria | 495   |
| 8    | Patrick Thaler       | Italia  | 484   |
| 9    | Johan Clarey         | Francia | 465   |
| 10   | Christoph Kornberger | Austria | 452   |

#### Discesa libera
| Pos. | Nome                 | Nazione | Punti |
| ---- | -------------------- | ------- | ----- |
| 1    | Thomas Graggaber     | Austria | 564   |
| 2    | Johan Clarey         | Francia | 465   |
| 3    | Mario Scheiber       | Austria | 391   |
| 4    | Matthias Lanzinger   | Austria | 327   |
| 5    | Christoph Kornberger | Austria | 314   |

#### Supergigante
| Pos. | Nome                 | Nazione | Punti |
| ---- | -------------------- | ------- | ----- |
| 1    | Georg Streitberger   | Austria | 160   |
| 2    | Matthias Lanzinger   | Austria | 145   |
| 3    | Mario Scheiber       | Austria | 139   |
| 4    | Andreas Buder        | Austria | 138   |
| 5    | Christoph Kornberger | Austria | 135   |

#### Slalom gigante
| Pos. | Nome               | Nazione | Punti |
| ---- | ------------------ | ------- | ----- |
| 1    | Alexander Ploner   | Italia  | 529   |
| 2    | Manfred Mölgg      | Italia  | 514   |
| 3    | Hannes Reiter      | Austria | 392   |
| 4    | Matthias Lanzinger | Austria | 293   |
| 5    | Reinfried Herbst   | Austria | 284   |

#### Slalom speciale
| Pos. | Nome               | Nazione | Punti |
| ---- | ------------------ | ------- | ----- |
| 1    | Patrick Thaler     | Italia  | 393   |
| 2    | Reinfried Herbst   | Austria | 312   |
| 2    | Lucas Senoner      | Italia  | 312   |
| 4    | Martin Hansson     | Svezia  | 310   |
| 5    | Hannes Paul Schmid | Italia  | 304   |

## Donne

### Risultati
| Data             | Località                        | Nazione    | Spec. | Prima               | Seconda                     | Terza                 |
| ---------------- | ------------------------------- | ---------- | ----- | ------------------- | --------------------------- | --------------------- |
| 18 dicembre 2003 | Ponte di Legno/Passo del Tonale | Italia     | DH    | Karin Blaser        | Astrid Vierthaler           | Daniela Müller        |
| 19 dicembre 2003 | Ponte di Legno/Passo del Tonale | Italia     | DH    | Karin Blaser        | Marie Marchand-Arvier       | Elena Fanchini        |
| 20 dicembre 2003 | Ponte di Legno/Passo del Tonale | Italia     | SG    | Andrea Fischbacher  | Nadia Fanchini              | Allison Forsyth       |
| 21 dicembre 2003 | Ponte di Legno/Passo del Tonale | Italia     | SL    | Veronika Zuzulová   | Line Viken                  | Nicole Gius           |
| 22 dicembre 2003 | Ponte di Legno/Passo del Tonale | Italia     | SL    | Monika Bergmann     | Annemarie Gerg              | Therese Borssén       |
| 5 gennaio 2004   | Tignes                          | Francia    | SG    | Kathrin Wilhelm     | Martina Lechner             | Karin Blaser          |
| 7 gennaio 2004   | Tignes                          | Francia    | DH    | Karin Blaser        | Katharina Dorner Chiara Maj |                       |
| 8 gennaio 2004   | Tignes                          | Francia    | DH    | Karin Blaser        | Astrid Vierthaler           | Bryna McCarty         |
| 10 gennaio 2004  | La Plagne                       | Francia    | SL    | Monika Bergmann     | Šárka Záhrobská             | Laure Pequegnot       |
| 16 gennaio 2004  | Leukerbad                       | Svizzera   | SL    | Malin Hultdin       | Karina Birkelund            | Therese Borssén       |
| 21 gennaio 2004  | Innerkrems                      | Austria    | DH    | Karin Blaser        | Bryna McCarty               | Silvia Berger         |
| 22 gennaio 2004  | Innerkrems                      | Austria    | DH    | Astrid Vierthaler   | Nadja Kamer                 | Stacey Cook           |
| 23 gennaio 2004  | Innerkrems                      | Austria    | SG    | Bryna McCarty       | Andrea Fischbacher          | Karin Blaser          |
| 26 gennaio 2004  | Roccaraso                       | Italia     | GS    | Lilian Kummer       | Kathrin Zettel              | Audrey Peltier        |
| 27 gennaio 2004  | Roccaraso                       | Italia     | GS    | Lilian Kummer       | Maddalena Planatscher       | Christine Hargin      |
| 29 gennaio 2004  | Abetone                         | Italia     | GS    | Manuela Mölgg       | Dagmara Krzyżyńska          | Jessica Kelley        |
| 30 gennaio 2004  | Abetone                         | Italia     | GS    | Dagmara Krzyżyńska  | Sophie Splawinski           | Audrey Peltier        |
| 2 febbraio 2004  | Bardonecchia                    | Italia     | SG    | Kathrin Wilhelm     | Andrea Fischbacher          | Andrea Felber         |
| 3 febbraio 2004  | Bardonecchia                    | Italia     | SG    | Kathrin Wilhelm     | Andrea Fischbacher          | Elena Tagliabue       |
| 5 febbraio 2004  | Lenggries                       | Germania   | SL    | Šárka Záhrobská     | Monika Bergmann             | Line Viken            |
| 6 febbraio 2004  | Lenggries                       | Germania   | SL    | Jessica Walter      | Kathrin Zettel              | Veronika Zuzulová     |
| 17 febbraio 2004 | Rogla                           | Slovenia   | SL    | Nika Fleiss         | Kathrin Zettel              | Henna Raita           |
| 18 febbraio 2004 | Rogla                           | Slovenia   | SL    | Kathrin Zettel      | Nika Fleiss                 | Jessica Walter        |
| 21 febbraio 2004 | Krompachy                       | Slovacchia | GS    | Kaylin Richardson   | Jessica Walter              | Brigitte Acton        |
| 22 febbraio 2004 | Krompachy                       | Slovacchia | SL    | Monika Bergmann     | Michaela Kirchgasser        | Veronika Zuzulová     |
| 23 febbraio 2004 | Krompachy                       | Slovacchia | SL    | Veronika Zuzulová   | Monika Bergmann             | Florine de Leymarie   |
| 27 febbraio 2004 | Sankt Sebastian                 | Austria    | GS    | Laurence Lazier     | Geneviève Simard            | Caroline Lalive       |
| 28 febbraio 2004 | Sankt Sebastian                 | Austria    | SL    | Kathrin Zettel      | Jessica Pünchera            | Kathrin Hölzl         |
| 1º marzo 2004    | Lachtal                         | Austria    | GS    | Sophie Splawinski   | Audrey Peltier              | Laurence Lazier       |
| 2 marzo 2004     | Lachtal                         | Austria    | GS    | Geneviève Simard    | Denise Karbon               | Kathrin Wilhelm       |
| 5 marzo 2004     | La Molina                       | Spagna     | GS    | Karina Birkelund    | María José Rienda           | Maddalena Planatscher |
| 6 marzo 2004     | La Molina                       | Spagna     | GS    | María José Rienda   | Kathrin Zettel              | Audrey Peltier        |
| 8 marzo 2004     | Sierra Nevada                   | Spagna     | SG    | Kathrin Wilhelm     | Kathrin Zettel              | Nadia Fanchini        |
| 10 marzo 2004    | Sierra Nevada                   | Spagna     | DH    | Nadja Kamer         | Daniela Müller              | Astrid Vierthaler     |
| 12 marzo 2004    | Sierra Nevada                   | Spagna     | GS    | Emmanuelle Colomban | Silke Bachmann              | Audrey Peltier        |
| 13 marzo 2004    | Sierra Nevada                   | Spagna     | SL    | Daniela Zeiser      | Jessica Pünchera            | Silke Bachmann        |

Legenda:

DH = discesa libera

SG = supergigante

GS = slalom gigante

SL = slalom speciale

### Classifiche

#### Generale
| Pos. | Nome               | Nazione       | Punti |
| ---- | ------------------ | ------------- | ----- |
| 1    | Karin Blaser       | Austria       | 940   |
| 2    | Kathrin Zettel     | Austria       | 904   |
| 3    | Jessica Walter     | Liechtenstein | 629   |
| 4    | Andrea Fischbacher | Austria       | 602   |
| 5    | Jessica Pünchera   | Svizzera      | 589   |
| 6    | Kathrin Wilhelm    | Austria       | 587   |
| 7    | Astrid Vierthaler  | Austria       | 567   |
| 8    | Monika Bergmann    | Germania      | 506   |
| 9    | Nadia Fanchini     | Italia        | 492   |
| 10   | Audrey Peltier     | Francia       | 491   |

#### Discesa libera
| Pos. | Nome              | Nazione | Punti |
| ---- | ----------------- | ------- | ----- |
| 1    | Karin Blaser      | Austria | 567   |
| 2    | Astrid Vierthaler | Austria | 415   |
| 3    | Daniela Müller    | Austria | 298   |
| 4    | Chiara Maj        | Italia  | 261   |
| 5    | Katharina Dorner  | Austria | 249   |

#### Supergigante
| Pos. | Nome               | Nazione | Punti |
| ---- | ------------------ | ------- | ----- |
| 1    | Kathrin Wilhelm    | Austria | 445   |
| 2    | Andrea Fischbacher | Austria | 340   |
| 3    | Nadia Fanchini     | Italia  | 284   |
| 4    | Karin Blaser       | Austria | 279   |
| 5    | Elena Tagliabue    | Italia  | 175   |

#### Slalom gigante
| Pos. | Nome               | Nazione | Punti |
| ---- | ------------------ | ------- | ----- |
| 1    | Audrey Peltier     | Francia | 459   |
| 2    | Laurence Lazier    | Francia | 396   |
| 3    | Kathrin Zettel     | Austria | 379   |
| 4    | Sophie Splawinski  | Canada  | 344   |
| 5    | Dagmara Krzyżyńska | Polonia | 340   |

#### Slalom speciale
| Pos. | Nome              | Nazione       | Punti |
| ---- | ----------------- | ------------- | ----- |
| 1    | Monika Bergmann   | Germania      | 460   |
| 1    | Veronika Zuzulová | Slovacchia    | 460   |
| 3    | Nika Fleiss       | Croazia       | 439   |
| 4    | Kathrin Zettel    | Austria       | 431   |
| 5    | Jessica Walter    | Liechtenstein | 381   |

## Misto

### Risultati
| Data          | Località      | Nazione | Spec. | Prima                                                              | Seconda                                                              | Terza                                                                              |
| ------------- | ------------- | ------- | ----- | ------------------------------------------------------------------ | -------------------------------------------------------------------- | ---------------------------------------------------------------------------------- |
| 10 marzo 2004 | Sierra Nevada | Spagna  | PR    | Svizzera Ella Alpiger Marc Berthod Nadja Kamer Philipp Käslin      | Slovenia Ana Kobal Urška Rabič Andrej Šporn Bernard Vajdič           | Austria Christian Flaschberger Martina Geisler Martin Kroisleitner Manuela Suitner |
| 11 marzo 2004 | Sierra Nevada | Spagna  | TM    | Svizzera Ella Alpiger Martina Bühler Jürg Grünenfelder Konrad Hari | Francia Gauthier de Tessières Freddy Rech Aurélie Santon Isa Tripard | Italia Silke Bachmann Manuel Carrozza Alexandra Coletti Stefan Thanei              |

Legenda:

PR = slalom parallelo

TM = gara a squadre